# 一氧化二铝
一氧化二铝是一种铝的氧化物，化学式为Al2O。它可以由稳定的氧化物三氧化二铝与硅在1800°C下真空加热制得。